# Okręg Mat
Okręg Mat (alb. rrethi i Matit) – jeden z trzydziestu sześciu okręgów administracyjnych w Albanii; leży w środkowej części kraju, w obwodzie Dibra. Liczy ok. 49 tys. osób (2008) i zajmuje powierzchnię 1029 km². Jego stolicą jest Burrel.
W skład okręgu wchodzi dwanaście gmin: dwie miejskie (alb. Bashkia) Burrel, Klos oraz dziesięć wiejskich Baz, Derjan, Gurrë, Komsi, Lis, Macukull, Rukaj, Suç, Ulëz, Xibër.